# 아부라덴역
아부라덴역(일본어: 油田駅)은 일본 도야마현 도나미시에 위치한 서일본 여객철도 조하나 선의 철도역이다. 단선 승강장 1면 1선의 구조를 갖춘 지상역이다.

## 이용 현황
| 승차 인원 추이 | 승차 인원 추이 |
| 연도           | 1일 평균       |
| -------------- | -------------- |
| 2004           | 269            |
| 2005           | 232            |
| 2006           | 232            |
| 2007           | 239            |
| 2008           | 257            |
| 2009           | 255            |
| 2010           | 263            |
| 2011           | 263            |
| 2012           | 277            |
| 2013           | 297            |
| 2014           | 279            |

## 역 주변
- 국도 제156호선
- 와카쓰루 주조 주식회사

## 역사
- 1900년 12월 29일 : 주에쓰 철도의 도이데 - 데마치 구간에 신설 개업. 여객 및 화물 취급 개시.
- 1920년 9월 1일 : 주에쓰 철도 국유화에 의해, 일본 철도성 주에쓰 선의 역이 됨.
- 1942년 8월 1일 : 선로 명칭 제정. 주에쓰 선의 다카오카 역 - 조하나 역 간이 조하나 선으로 개칭되어, 이 역도 그 소속으로 함.
- 1970년 10월 1일 : 화물 취급 폐지.
- 1987년 4월 1일 : 일본국유철도 분할 민영화에 의해, 서일본 여객철도가 승계.
- 1989년 : 현재의 역사로 개축.

## 인접 역
| 조하나 선            | 조하나 선   | 조하나 선          |
| -------------------- | ----------- | ------------------ |
| 도이데 다카오카 방면 | ■ 조하나 선 | 도나미 조하나 방면 |